# كا لاي
كا لاي (بالهاوائية Ka Lae، أي «النقطة»), والمعروفة أيضا باسم النقطة الجنوبية (South Point)، هي أقصى نقطة في الجنوب من الجزيرة الكبيرة من هاواي وفي كل الولايات المتحدة الخمسين. سجلت منطقة كا لاي كمعلم تاريخي وطني تحت اسم مجمع النقطة الجنوبية (South Point Complex). تشتهر المنطقة بقوة التيارات البحرية والرياح وتحتوي على مزرعة رياح.

## الجغرافيا

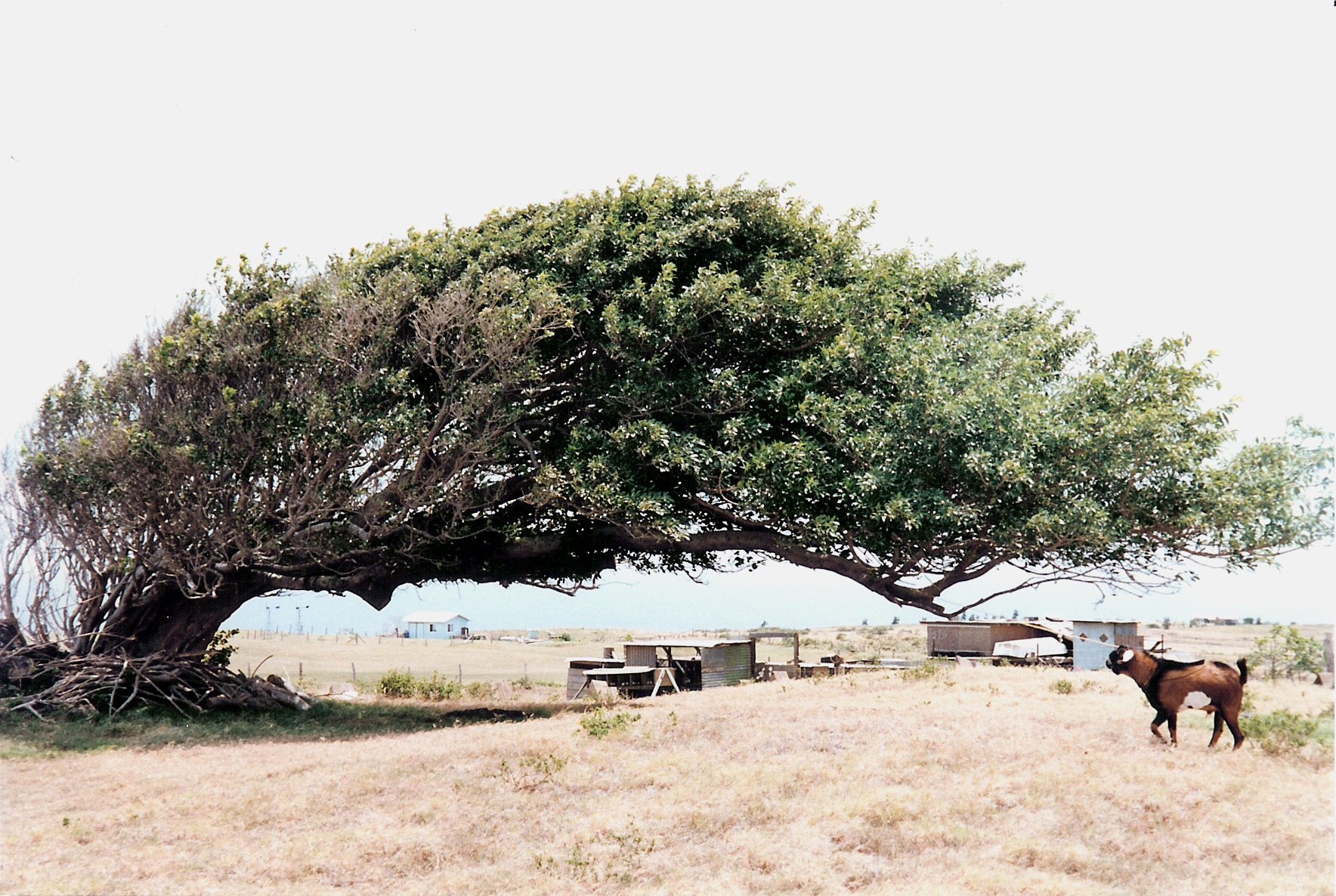
شجرة منحنية من شدة الرياح

التقاء التيارات يعني أيضا أن المنطقة معرضة لتراكم القمامة البحرية. غالبية هذا الساحل بعيد جدا ومن الصعب الوصول إليه وهو على الأرجح أكثر شاطئ عليه قمامة بحرية في كل الولاية، ويرجع ذلك إلى صعوبة الوصول لإزالة هذه القمامة. تشكل هذه القمامة خطر تشابك وتهدد الحياة البرية وقد تعويم أثناء العواصف. يستخدم كل من فقمة الراهب الهاوائية وسلاحف منقار الصقر الفاقسة هذا الساحل، وكلاهما من الأنواع المهددة بالانقراض. ينظم صندوق هاواي للحياة البرية بالتعاون مع الإدارة الوطنية للمحيطات والغلاف الجوي جهودا لتنظيف الساحل.
تسبب الرياح القوية بعض الأشجار للانثناء لتصبح شبه أفقية، حيث تنمو أغصانها في ذات الاتجاه بالقرب من سطح الأرض. 
كا لاي هي أقصى نقطة في الجنوب في الولايات المتحدة الخمسين.

## التاريخ

### موقع النقطة الجنوبية الأثري
كا لاي هي موقع إحدى أولى المناطق المأهولة في هاواي ولها من أطول السجلات الأثرية في الجزر. يعتقد أن هذا هو المكان الذي حط فيه البولينيزيون لأن الجزيرة الكبيرة هي الأقرب من جزر هاواي إلى تاهيتي، وكا لاي هي أول نقطة لبلوغ اليابسة. توجد أنقاض لمعبد هاوائي قديم ومذبح في هذه المنطقة. إضافة إلى ذلك، كان الهاوئيون القدامى يثقبون الحواف الصخرية ويستخدمونها لربط زوارقهم. كانوا يربطون قواربهم بحبال طويلة كي تنجرف إلى البحر ليصطادوا الأسماك ولا تلقي بهم التيارات القوية بعيدا. استكشف أنثروبولوجيون من متحف بيشوب المنطقة في الستينيات.

### منارة كا لاي
في 5 مارس 1906، افتتحد منارة صغيرة في هذه النقطة. في عام 1908، تم تخصيص 4 هكتارات لكي يبني خفر سواحل الولايات المتحدة منزل حارس. بناء على طلب ويليام تفتس بريغهام من متحف بيشوب، تم الحرص على عدم تدمير الموقع الأثري. في عام 1929، بني برج من الصلب للنور، وفي عام 1972 بني برج من الخرسانة بطول 10 أمتار يعمل على الطاقة الشمسية.
يبث راديو الطقس التابع لNOAA التقاريرالجوية من KBA99 مع رمز النداء WWG27 على تردد 162.55 ميغاهيرتز. توجد أيضا محطة طقس لمراقبة سرعة الرياح.

### التاريخ الحديث

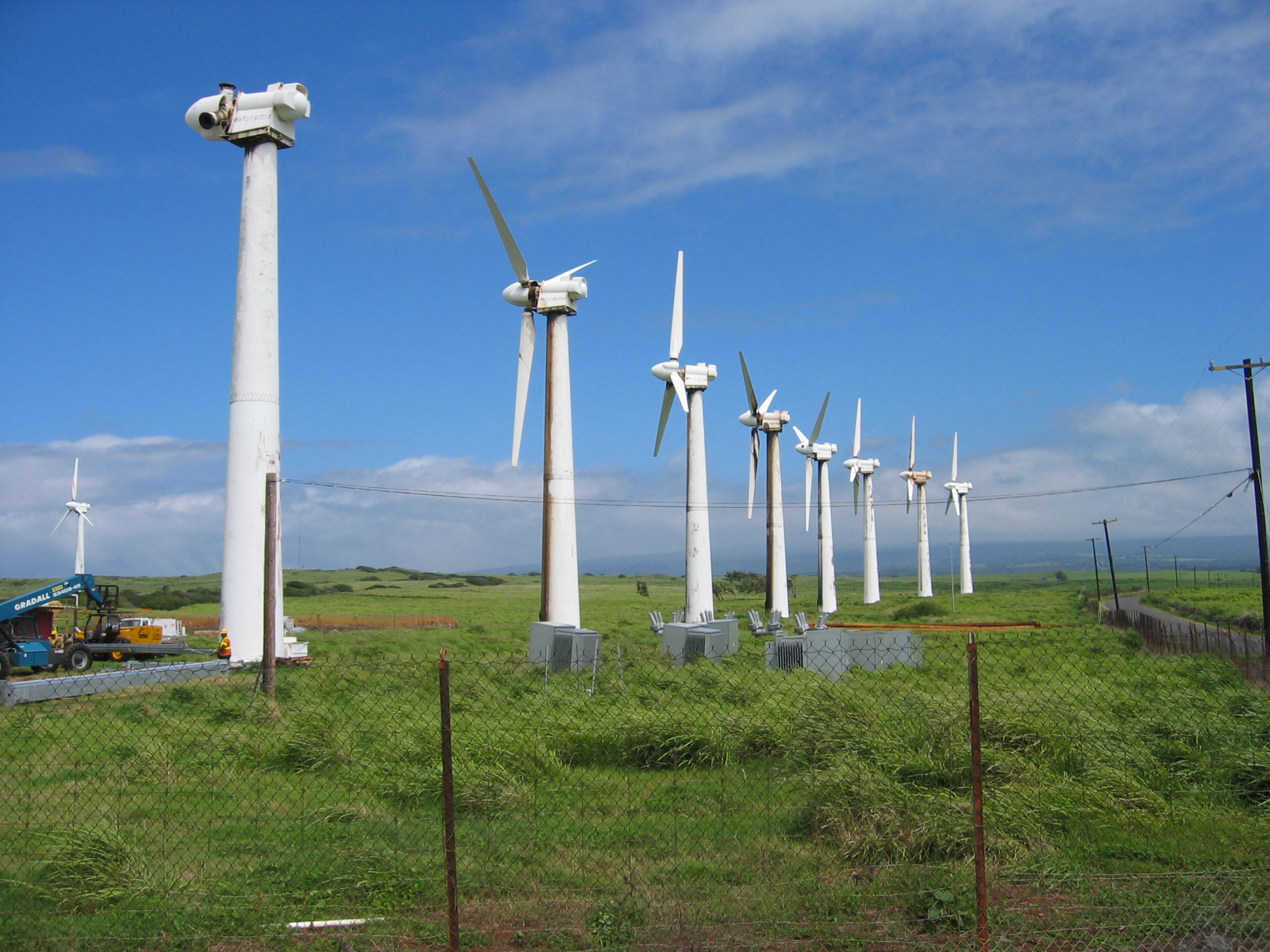
مزرعة الرياح كاماوا القديمة في النقطة الجنوبية

خلال الحرب العالمية الثانية، بنت القوات الجوية الأمريكية مهبطا للطائرات اسمه حقل مورس على هذه النقطة. أغلق المطار بعد انتهاء الحرب في العام 1953. أما في عام 1961، كان الموقع على القائمة النهائية للمواقع المحتملة كي تطلق منها ناسا الصواريخ المأهولة إلى الفضاء، ولكن تم استبعاده لبعده، إلا أنه أصبح في وقت لاحق يستخدم لإطلاق الصواريخ المسبارية لاختبار الأدوات في مركز سلاح الجو لمراقبة الفضاء في ماوي. كان خط العرض المتدني للموقع والمناطق المجاورة له يعتبر من عوامل الجذب لإطلاق الصواريخ، إلا أن  هذه الخطط تركت بسبب ارتفاع التكاليف ومعارضة السكان المحليين.
تم تشغيل محطة تتبع فضائية من 1964 إلى 1965، في القرن 21 أسست الشبكة الفضائية العالمية التابعة لشركة الفضاء السويدية محطة أرضية لتتبع الفضاء والاتصالات، وتتكون من طبقين للأقمار الصناعية بقطر 13 متر على الجانب الشرقي من شارع ساوث بوينت. هناك أيضا في كا لاي هوائيات كبيرة لراديو الموجات القصيرة لإذاعة حصاد العالم الدولية، والتي استخدمت رمز النداء KWHR حتى عام 2009.

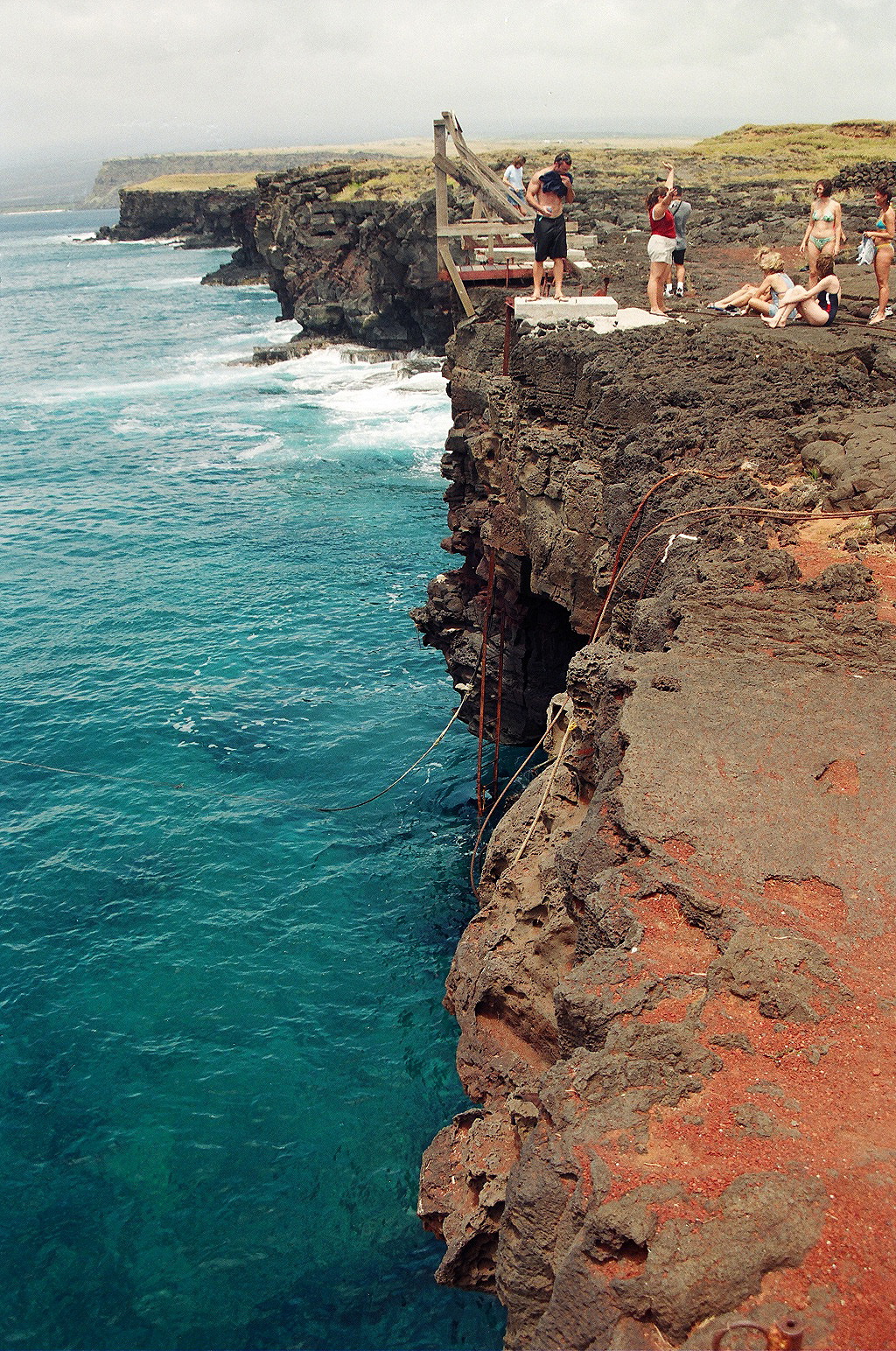
أناس يستعدون للقفز من المنحدر في نقطة كا لاي

في عام 1987، بدأت مزرعة الرياح كاماوا تعمل بسبعة وثلاثين توربين رياح من نوع ميتسوبيشي بقدرة 250 كيلوواط لإنتاج ما مجموعه 7.5 ميجاوات في ذروته. بحلول عام 2006، أصبحت التوربينات في  في حالة سيئة، وتم إغلاقها أخيرا في 15 أغسطس 2006. في نهاية أغسطس 2006، نقلت مكونات مجموعة جديدة من توربينات الرياح إلى النقطة الجنوبية. تمثل مشروع باكيني نوي (Pakini Nui) من 14 توربين رياح من جنرال إلكتريك شيدت في  على بعد  حوالي 2.4كم من مزرعة رياح كاماوا. تم الانتهاء منها في أبريل 2007. تمد محطة باكيني نوي شبكة كهرباء الجزيرة بنحو 20.5 ميغاواط من الطاقة. تشغل مزرعة الرياح شركة تاوهيري للطاقة. تعتبر هذه المحطة مزرعة الرياح الأقصى جنوبا في الولايات المتحدة. تم تفكيك التوربينات في مزرعة الرياح القديمة.